# Monreale bianco
Monreale bianco è un vino a DOC la cui produzione è regolamentata con D.M. 2 novembre 2000, in materia di "Riconoscimento dei vini a denominazione di origine controllata 'Monreale' ed approvazione del relativo disciplinare di produzione", pubblicato sulla gazzetta ufficiale del 14 novembre 2000, n. 266, prodotto nei comuni di Monreale, Piana degli Albanesi, Camporeale, San Giuseppe Jato, San Cipirello, Santa Cristina, Gela, Corleone, e Roccamena, tutti in provincia di Palermo.

## Vitigni con cui è consentito produrlo
- Catarratto e Ansonica, da soli o congiuntamente, minimo 50%.
- Altri vitigni a bacca bianca raccomandati e/o autorizzati per la città metropolitana di Palermo, da soli o congiuntamente, fino ad un massimo del 50%.

## Caratteristiche organolettiche
- colore: giallo paglierino più o meno intenso;
- profumo: fine, elegante;
- sapore: secco, delicato, tipico.

## Produzione
Provincia, stagione, volume in ettolitri